# ゴリ
ゴリ（杜父魚、鮴、石伏魚）は、一般的には典型的なハゼ類の形をした淡水魚を指す日本の一般名（通称）、地方名である。ただし、一部にメダカ類やシマドジョウ類を指す地方も存在する。

## 概要
ゴリは標準和名ではなく、ゴリの名で呼ばれる魚は地方によって異なる。ゴリは淡水産のカジカ（鰍）のことを指す地方と、ハゼ（鯊）の仲間を指す地方がある。スズキ目・ハゼ科に属するヨシノボリ類、チチブ類、ウキゴリ類など小型のハゼ類や、カサゴ目・カジカ科に属するカジカ類、あるいはその両方を合わせて呼ぶ場合などがある。「ゴリ」という語が標準和名に組みこまれているのは、ハゼ科・ウキゴリ属のウキゴリ類だけである。
これらはいずれも川底に生息する淡水魚で、ハゼ類に典型的な大きな頭部、飛び出した目、大きな口などが特徴である。体色は褐色から暗褐色。大抵の種類が全長数 cm 程度の小型魚である。一般に種類ごとの特徴がわかりにくく、よく似ている。ハゼ科の「ゴリ」では、2枚の腹鰭が合わさって1つの吸盤になっており、これで水底の岩などに吸い付くことで流れの比較的速い川にも生息できる。また、宮城県、島根県、高知県、大分県などの海に面する沿岸地域ではハゼ類の幼魚をゴリと呼ぶ場合がある。一方、カジカ類の腹鰭は吸盤にはなっていない。
全国的には、淡水に生息するハゼ類がゴリと呼ばれる場合が比較的多い。しかし、琵琶湖近郊や、そこで漁獲されたゴリの重要市場である京都市、徳島県などでは、ハゼ科のヨシノボリのことをゴリと呼ぶ。高知県、特に四万十川、それに和歌山県の東部ではハゼ科のチチブの幼魚をゴリと呼ぶ。青森県の南部地方、石川県の一部などでメダカを指す例があり、岐阜県郡上市ではシマドジョウを指す例がある。
地方によっては、ゴリカジカ、ゴリンベト、ゴリンチョ、ゴリンジョ、ゴリンドーなどの呼び名を使う例もある。

## ゴリ料理
各地でその地方で獲れる「ゴリ」が、唐揚げ、佃煮などの料理や出汁を取るのに用いられる。

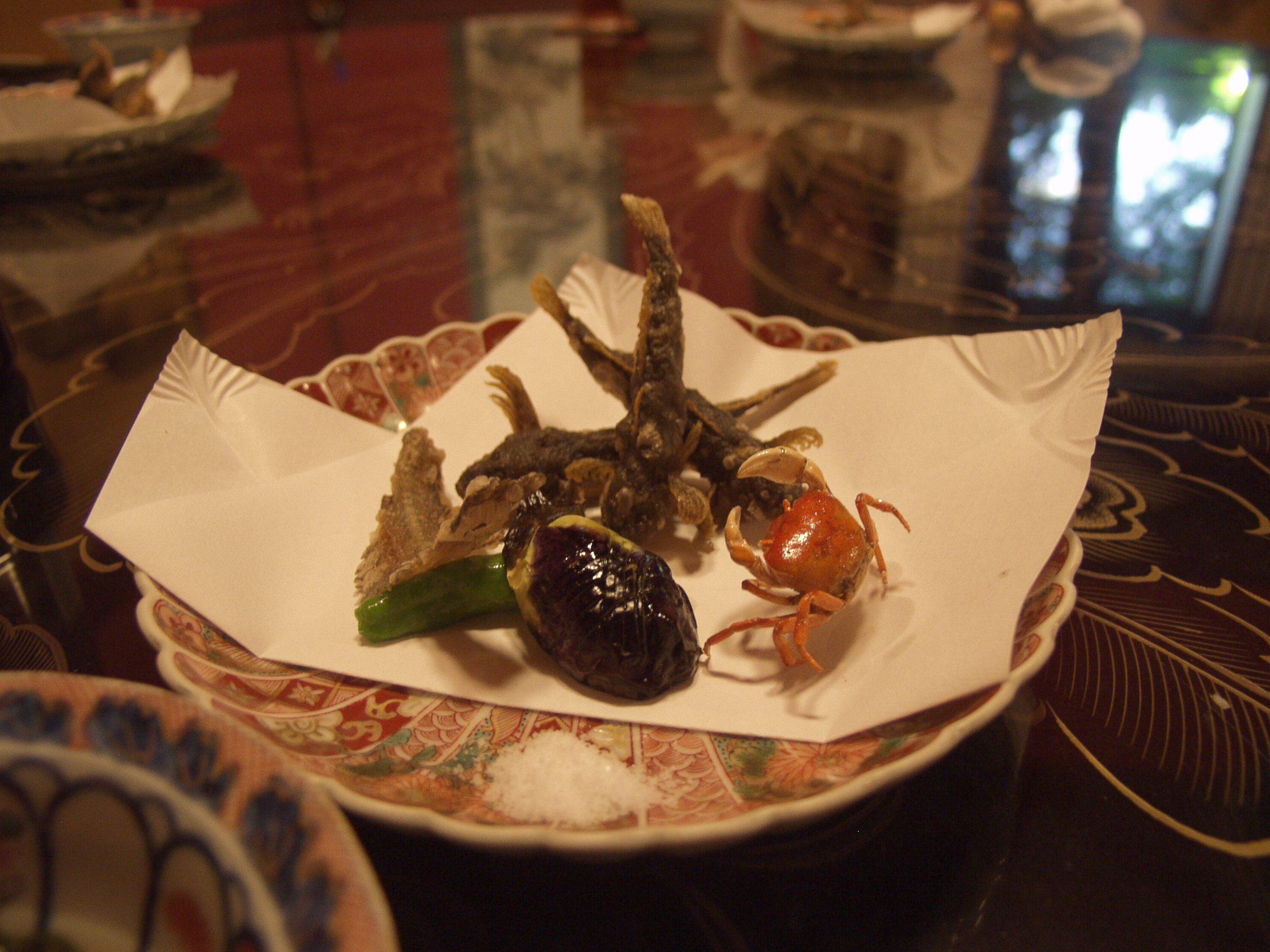
ゴリ（カジカ類）の唐揚げ

北陸から丹後にかけての地方では、カサゴ目・カジカ科のカジカ、ウツセミカジカ、アユカケ（カマキリ）などの淡水産カジカ類をゴリと呼ぶ。特に石川県金沢市周辺ではこれらの魚を用いた佃煮、唐揚げ、照り焼き、白味噌仕立てのゴリ汁などの「ゴリ料理」が名物となっている。
琵琶湖では夏場、沖島周辺でゴリ漁が行われる。沈めた沖曳（ちゅうびき）網をゆっくり上げると、敏捷な他の魚種は逃げ、動きが鈍いゴリの稚魚だけを獲ることができる。佃煮、釜揚げ、かき揚げなどに料理される。稚魚は傷みやすいため、湖上で買い付け業者の船に売る場合もある。

## 慣用句
ごり押しハゼ科の「ゴリ」は、吸盤状の腹ビレで川底にへばりつくように生息するため、漁の際には網が川底を削るように、力を込めて引く必要がある。この漁法が、抵抗(反発)があるところを強引に推し進めるという意味の「ごり押し」の語源となっているという説がある。